# Lucien Bianchi
Luciano Bianchi (10. listopadu 1934 Milán - 30. března 1969 Le Mans) byl belgický automobilový závodník, účastník Formule 1, vítěz závodu 24 hodin v Le Mans 1968. Šlo o prastrýce francouzského závodníka Julese Bianchiho a bratra Maura Bianchiho.

## Biografie
Narodil se v Itálii a do Belgie se přestěhoval v raném dětství se svým otcem, který byl automobilovým mechanikem pro Alfu Romeo. Do Belgie byl přeložen do týmu, kde jezdil Johnny Claes, vynikající jazzový hudebník a závodník ve Formuli 1. Společně s bratrem Maurem měli od dětství blízko k automobilovému sportu.
Závodit začal ve svých 17 letech v závodě Alpine Rally v roce 1951. Prvního úspěchu dosáhl za volantem vozu Lancia, když spolu s Johnny Claesem dojeli třetí v dálkové rally Liege-Řím-Liege. Již svůj druhý start v závodě na 24 h Le Mans v roce 1957 proměnil ve vítězství ve třídě S2000, celkově dojel sedmý. Velice úspěšný byl i v závodě sportovních vozu Tour de France, který vyhrál třikrát za sebou (1957-1959). V roce 1959 se pokoušel kvalifikovat do Grand Prix Monaka 1959, bez úspěchu. Téhož roku získal třetí místo v nemistrovském závodě formule 1 v Grand Prix Pau 1959.

## Formule 1
Opravdový vstup mezi elitu Formule 1 zažil v roce 1960, po vítězství v závodě na 1000 kilometrů Paříže, projevili zájem o jeho služby v týmu Equipe National Belge, který měl k dispozici zastaralý Cooper T51, přesto hned při prvním startu získal 1 bod za šesté místo v Grand Prix Belgie 1960. Neúspěchy ve Formuli 1 v letech 1961 a 1962 kompenzuje vítězstvím v prestižním závodě na 12 hodin Sebringu 1962 ve dvojici s Jo Bonnierem. Další vítězství ve sportovních vozech si připsal hned vzápětí na Grand Prix Angoly. Formule 1 jako by mu nebyla souzena, sezóna 1963 mu přinesla pouze odstoupení v domácí Grand Prix Belgie a Lucien se na čas odmlčel. Sebevědomí si povzbudil v Zandvoortu, kde dojel druhý s vozem Formule 2 a především dalším vítězstvím v Tour de France v roce 1964. V roce 1965 se znovu vrátili do formule 1, ale pouze pro domácí velkou cenu, kde získal 12 místo. Neúspěchy ve formuli 1 vedou k myšlence startovat za oceánem v legendárním závodě na 500 mil v Indianapolis, ale ani tady se mu nedaří do slavného závodu se nekvalifikoval a v dalším závode v Trentonu dojel na 17 místě. Návrat do Evropy mu prospěl a čtvrté místo v závodě na 1000 km v Nurburgring mu vlilo novou krev do žil.
Návrat do Formule 1 pojal zcela famózním způsobem, když dojel třetí v Grand Prix Monaka 1968 a zaznamenal tak nejlepší sezónu ve své kariéře. Navíc přidal i vítězství v závodě 24 hodin Le Mans, 6 hodin ve Watkins Glen a v Mugellu. Navíc se účastnil s vozem Citroen známých maratónů Liegi-Sofia-Liegi a Londýn-Sydney: kdy byl ve vedení celé soutěže než ho potkala nešťastná nehoda s vozem, který se připletl mezi soutěžící, necelých 7 kilometrů před cílem.

## Targa Florio
Se sportovními vozy si velice rozuměl a proto i jeho účast na závodech pro tuto kategorii byla hojná. Nenechal si ujít i slavný závod Targa Florio, kde poprvé startoval v roce 1964 s vozem Alpine M63B a v závodě skončil na 15. místě. V následující sezóně došlo k osudovému spojeni s Alfou Romeo a její vůz Alfa Romeo Giulia TZ '64 dokázal dovézt na 7. místě. V roce 1966 s modernizovaným typem Alfa Romeo Giulia TZ/2 dojel 10. Na sicilskou trať závodu Targa Florio se vrátil po roční pauze v roce 1968, s revolučním vozem Alfa Romeo T33/2 a zajistil si tak nejlepší umístění v tomto závodě, když dojel třetí.

## Le Mans
V závodě na 24 hodi se poprvé představil v roce 1956 za volantem vozu Ferrari 500TR se střídal s krajanem Alainem den Changym. Jejich snažení skončilo po 8 hodinách, když se porouchalo řízení. Již svůj druhý start v závodě na 24h Le Mans v roce 1957 se týmž vozem, proměnil ve vítězství ve třídě S2000, celkově dojel sedmý. Na další úspěch si musel počkat do roku 1964, kdy s vozem Ferrari 250 GTO 1964 skonči druhý ve třídě GT a pátý celkově. V letech mezi těmito úspěchy se pokoušel startovat s různými vozy jako např.Maserati Tipo 151/1 Coupe, Ferrari 250 GT Berlinetta SWB nebo Aston Martin DP 215, ale nikdy neviděl cíl. V roce 1966 se spoji se slavným vozem Ford GT40 a ten ho také dovezl k celkovému vítězství v roce 1968.
Zemřel na následky zranění, které utrpěl při testech nového vozu Alfa Romeo T33. Jeho vůz sjel z trati a narazil do telegrafního sloupu.

## Kompletní výsledky ve formuli 1
| Legenda k tabulce | Legenda k tabulce                                                                       |
| Barva             | Výsledek                                                                                |
| ----------------- | --------------------------------------------------------------------------------------- |
| Zlatá             | Vítěz                                                                                   |
| Stříbrná          | 2. místo                                                                                |
| Bronzová          | 3. místo                                                                                |
| Zelená            | Bodované umístění                                                                       |
| Modrá             | Nebodované umístění                                                                     |
| Modrá             | Dokončil neklasifikován (NC)                                                            |
| Fialová           | Odstoupil (Ret)                                                                         |
| Červená           | Nekvalifikoval se (DNQ)                                                                 |
| Červená           | Nepředkvalifikoval se (DNPQ)                                                            |
| Černá             | Diskvalifikován (DSQ)                                                                   |
| Bílá              | Nestartoval (DNS)                                                                       |
| Bílá              | Závod zrušen (C)                                                                        |
| Světle modrá      | Pouze trénoval (PO)                                                                     |
| Světle modrá      | Páteční testovací jezdec (TD)                                                           |
| Bez barvy         | Netrénoval (DNP)                                                                        |
| Bez barvy         | Vyřazen (EX)                                                                            |
| Bez barvy         | Nepřijel (DNA)                                                                          |
| Bez barvy         | Odvolal účast (WD)                                                                      |
| Bez barvy         | Nezúčastnil se (prázdné)                                                                |
| Označení          | Význam                                                                                  |
| Tučnost           | Pole position                                                                           |
| Kurzíva           | Nejrychlejší kolo                                                                       |
| †                 | Jezdec nedojel do cíle, ale byl klasifikován, protože odjel více než 90 % délky závodu. |
| ‡                 | Byl udělován poloviční počet bodů, protože bylo odjeto méně než 75 % délky závodu.      |
| Horní index       | Umístění bodujících jezdců ve sprintu                                                   |

| Rok  | Tým                      | Šasi            | Motor             | 1       | 2       | 3       | 4       | 5       | 6       | 7       | 8       | 9   | 10     | 11      | 12      | Umístění  | Body |
| ---- | ------------------------ | --------------- | ----------------- | ------- | ------- | ------- | ------- | ------- | ------- | ------- | ------- | --- | ------ | ------- | ------- | --------- | ---- |
| 1959 | Equipe National Belge    | Cooper T51 (F2) | Climax V8         | MON DNQ | 500     | NED     | FRA     | GBR     | GER     | POR     | ITA     | USA |        |         |         | -         | 0    |
| 1960 | Equipe National Belge    | Cooper T51      | Climax L4         | ARG     | MON     | 500     | NED     | BEL 6   |         |         |         |     |        |         |         | 24. místo | 1    |
| 1960 | Fred Tuck Cars           | Cooper T51      | Climax L4         |         |         |         |         |         | FRA Ret | GBR Ret | POR     | ITA | USA    |         |         | 24. místo | 1    |
| 1961 | Equipe National Belge    | Emeryson 1001   | Maserati L4       | MON DNQ | NED     |         |         |         |         |         |         |     |        |         |         | -         | 0    |
| 1961 | Equipe National Belge    | Lotus 18        | Climax L4         |         |         | BEL Ret |         |         |         |         |         |     |        |         |         | -         | 0    |
| 1961 | UDT Laystall Racing Team | Lotus 18/21     | Climax L4         |         |         |         | FRA Ret | GBR Ret | GER     | ITA     | USA     |     |        |         |         | -         | 0    |
| 1962 | Equipe National Belge    | Lotus 18/21     | Climax Straight-4 | NED     | MON     | BEL 9   | FRA     | GBR     |         |         |         |     |        |         |         | -         | 0    |
| 1962 | Equipe National Belge    | ENB             | Maserati L4       |         |         |         |         |         | GER 16  | ITA     | USA     | RSA |        |         |         | -         | 0    |
| 1963 | Reg Parnell (Racing)     | Lola 4          | Climax V8         | MON     | BEL Ret | NED     | FRA     | GBR     | GER     | ITA     | USA     | MEX | RSA    |         |         | -         | 0    |
| 1965 | Scuderia Centro Sud      | BRM P57         | BRM V8            | RSA     | MON     | BEL 12  | FRA     | GBR     | NED     | GER     | ITA     | USA | MEX    |         |         | -         | 0    |
| 1968 | Cooper Car Co.           | Cooper T86B     | BRM V12           | RSA     | ESP     | MON 3   | BEL 6   | NED Ret | FRA     | GBR     | GER Ret | ITA | CAN NC | USA Ret | MEX Ret | 17. misto | 5    |

| Vítěz 24h Le Mans                 | Vítěz 24h Le Mans                   | Vítěz 24h Le Mans                  |
| --------------------------------- | ----------------------------------- | ---------------------------------- |
| Předchůdce: Dan Gurney A. J. Foyt | 1968 Lucien Bianchi Pedro Rodríguez | Nástupce: Jacky Ickx Jackie Oliver |